# Never Flinch - La lotteria degli innocenti
Never Flinch - La lotteria degli innocenti (Never Flinch) è un romanzo thriller scritto da Stephen King, pubblicato in contemporanea mondiale il 27 maggio 2025 da Charles Scribner's Sons negli Stati Uniti d'America e in Italia da Sperling & Kupfer.

## Dedica
Il libro è dedicato a Robin Furth.

## Trama
È l'aprile del 2025 e a Buckeye (una città fittizia nel midwest) il detective Louise Warwick riceve una misteriosa busta. La missiva contiene un messaggio scritto da un certo "Bill Wilson" che prevede di punire tredici innocenti e un colpevole per punirle della morte di un vero innocente come atto di espiazione. Ne viene informata la poliziotta Isabelle "Izzy" Jaynes che ne  deduce il vero "innocente" a cui la lettera si riferisce sia Alan Duffrey, un uomo che è stato ingiustamente accusato di possedere del materiale pedopornografico dal suo collega di lavoro Cary Tolliver. Duffrey, che risiedeva in carcere, era stato accoltellato nel mese precedente ed era deceduto; mentre Tolliver risiede all'ospedale per un tumore al pancreas incurabile. Izzy chiede un'opinione sulla faccenda a Holly Gibney, capo dell'agenzia investigativa Finders Keepers, e le suggerisce che il nome del mittente si riferisce al fondatore della Alcolisti Anonimi, quindi probabilmente il minatore frequenta il circolo degli AA. Più tardi Izzy e Tom Atta, il suo partner, vanno ad interrogare il morente Tolliver riguardo alla lettera minatoria e a chi potrebbe averla scritta che sia collegato a Duffrey, ma ricavano solo la confessione del moribondo riguardo all'avere incastrato Duffrey; indirizza i poliziotti a parlare con persone collegate a Duffrey e i due se ne vanno.
È maggio e Trig (ex alcolizzato che frequenta la AA), in una frazione tra i boschi chiamata Upriver, attira l'attenzione di una passante, che in seguito verrà identificata come Annette McElroy, e la uccide. Nella sua mano infila un bigliettino di carta con scritto il nome Letitia Overton. Dopo aver ritrovato il corpo della donna, e il suo biglietto, Izzy decide di chiamare Overton per scoprire qualcosa. Intanto nella parte nordest di Buckeye, soprannominata Breezy Point, Trig uccide due barboni, Dov Epstein e Frank Mitborough, e gli infila due biglietti nelle mani con rispettivamente i nomi di Philip Jacoby e Turner Kelly. Dopo il fatto Izzy si precipita sulla scena del delitto e recupera i biglietti. Izzy chiama Holly e la detective, una volta informata sulla faccenda, suggerisce alla poliziotta che i nomi lasciati dall'assassino potrebbero essere i nomi dei giurati che hanno condannato Duffrey. Dopo aver realizzato che Holly potrebbe avere ragione Izzy decide di chiamare subito la Overton per scoprirne i nomi dei giurati.
Izzy fa vedere a Holly la lista che ha ricevuto sui nomi dei giurati: Andrew Groves (1), Philip Jacoby (2), Jabari Wentworth (3), Amy Gottschalk (4), Ellis Finkel (5), Turner Kelly (6), Corinna Ashford (7),Letitia Overton (8), Donald Gibson (9), Belinda "Bunny" Jones (10), Steven Furst (11), Brad Lowry (12), il giudice Irving Witterson e l'avvocato dell'accusa Douglas Allen. Per scoprire se nei circoli della AA ci sia qualcuno che si fa chiamare Bill Wilson Holly chiede aiuto a John Ackerly, un ex tossico dipendente, di parlare con un uomo facente parte del giro soprannominato Big Book Mike (anche noto come Rev) se abbia sentito qualcuno che si era arrabbiato per la morte di Duffrey. A Tapperville, a nord di Buckeye, Michael Rafferty (detto Rev) invita Trig a casa sua per parlare ma esso gli spara per paura che la polizia interrogandolo scopra il suo nome e il suo collegamento ai famigerati "delitti per procura" spacciandola come rapina. Preso dal panico modifica il suo nome scritto sul calendario del Rev da Trig a Briggs per sviare le autorità. Intanto Holly viene ingaggiata da Corrie Anderson come guardia del corpo dell'attivista femminista Kate McKay a causa di attacchi nei loro confronti. Corrie, l'assistente di Kate, aveva già subito due attacchi: nel primo ricevendo della candeggina in faccia da parte di una misteriosa donna e il secondo tramite una lettera con dentro Bacillus anthracis misto a silice. Dopo avere valutato i pro e i contro Holly prepara le valigie e si dirige verso Iowa City, una delle tappe dove si trovano le due attiviste in quel momento. Più tardi, nel John Glenn Park, Trig uccide un giovane autostoppista, Fred Sinclair, gli mette il nome di Steven Furst in mano e lo nasconde in un bagno chimico. Corrie, ma in particolar modo Kate, sono pedinate da Chris Stewart, un uomo affetto da personalità multipla che si traveste da donna (ovvero da sua sorella gemella Chrissy morta da bambina), a causa della campagna a favore dell'aborto di Kate che è partita da Reno. Infatti quest'ultimo è lo stesso individuo che, travestito da Chrissy, aveva gettato della candeggina in faccia a Corrie (scambiandola per Kate), consegnato la lettera con le sostanze chimiche al suo interno e che le sta seguendo da allora. Chris fa parte della Chiesa del Vero Cristo, una setta religiosa, ed è stato incaricato di uccidere Kate per le sue idee ed influenza sulle persone.
Una volta uscito dal lavoro Trig si dirige al Dingley Park, trova una donna in crisi di astinenza, la attira nel Three-Ring, una pista da hockey che sta per essere demolita, e la uccide. Lascia il biglietto col nome di Corinna Ashford, scatta una foto col telefono. Successivamente rintraccia il telefono di Izzy e le manda la foto del cadavere della sua ultima vittima. I giurati Wentworth e Finkel (che avevano una relazione sentimentale) vengono ritrovati morti suicidi e Trig spera che il senso di colpa spinga anche gli altri giurati a provare rimorso. Izzy e Tom provano a parlare con Russell Grinsted, l'avvocato di Duffrey, per scoprire se sia lui colui che si fa chiamare Briggs; però il vero assassino, che ora si trova nella contea di Cowslip, uccide il contadino George Carville e gli lascia tre biglietti: i nomi sono quelli di Brad Lowry, Ellis Finkel e Jabari Wentworth. Successivamente a Buckeye Trig uccide un ubriacone e gli lascia il biglietto col nome di Andrew Groves. Tempo dopo l'organizzatore della conferenza di Kate a Buckeye Donald Gibson (alias Trig) inizia ad organizzare l'ultima parte del suo piano. Dopo aver protetto da varie tentate aggressioni l'itinerario di Holly, Corrie e Kate arriva a Buckeye e si preparano per l'evento che l'attivista dovrà affrontare venerdì 30 maggio; lo stesso giorno la vecchia cantante (ritornata alla ribalta) Sista Bessie, che nel mentre ha stretto un forte legame con l'amica di Holly Barbara Robinson, si esibirà nel cantare l'inno nazionale ad una partita di baseball di beneficienza (vigili del fuoco e polizia) a cui, per giunta, parteciperà Izzy. Anche Jerome, fratello di Barbara, si troverà lì e si ritroverà a fare da accompagnatore per Bessie.
Il giorno dello spettacolo di Kate è giunto e Trig attira Corrie con un pretesto, la stordisce e la porta al Three-Ring dove la lega affinché faccia da esca per attirare Kate. In seguito rapisce anche Barbara per attirare Sista Bessie; facendo ciò Trig completerà il suo piano con le ultime morti: Kate McKay al posto di Amy Gottschalk, Sista Bessie al posto di Belinda Jones, Corrie Anderson al posto di Douglas Allen, Barbara Robinson al posto di Irving Witterson e di se stesso (il più colpevole di tutti). Infatti Trig si sente in colpa di aver convinto la giuria a condannare l'innocente Duffrey. Stewart, che in precedenza si era nascosto nel Three-Ring per riorganizzarsi sul suo proposito di uccidere Kate, viene ucciso da Trig e in seguito Kate raggiunge il vecchio edificio e viene immobilizzata dall'assassino. Holly che è riuscita a capire chi sia l'assassino si precipita dove viene tenuta prigioniera Corrie; viene raggiunta da Jerome ed insieme atterrano e uccidono Trig e, mentre il vecchio stadio da hockey sta prendendo fuoco, riescono a salvare le tre donne.
Ormai è giugno e Holly e Izzy sono tornate alla normalità. L'investigatrice non è più una guardia del corpo e Izzy si sta riprendendo dalla batosta della partita di baseball dove si è lussata una spalla, la loro routine sembra essere tornata alla normalità. Dopo che tutta la vicenda si è conclusa l'ufficio di Allen al Mingo Auditorium viene svuotato e il cavallino di ceramica soprannominato "Trigger", appartenuto ad Allen, entra nelle mani di Jerry (un dipendente dell'edificio) e poco dopo gli pare di sentire una voce spettrale, ovvero quella di Trig.

## Richiami ad altre opere
Nel romanzo viene più volte fatto riferimenti alle indagini che la protagonista ha svolto nel passato; ovvero a quelle riguardanti Brady Hartsfield, Morris Bellamy, i coniugi Harris e l'outsider "Ondowsky".

## Edizioni
- Never Flich - La lotteria degli innocenti, traduzione di Luca Briasco, Milano, Sperling & Kupfer, 2025, ISBN 978-88-200-8207-9, OCLC 1521525819.